# Egito nos Jogos Paralímpicos de Verão de 2004
Egito participou dos Jogos Paralímpicos de Verão de 2004, que foram realizados na cidade de Atenas, na Grécia, entre os dias 17 e 28 de setembro de 2004. A delegação conquista vinte e três medalhas (6 ouros, 9 pratas, 8 bronzes) nesta edição das Paralimpíadas.